# Luis René López
Luis René López (ur. 27 lutego 1978) – wenezuelski judoka. Olimpijczyk z Sydney 2000, gdzie odpadł w eliminacjach w wadze średniej.
Uczestnik mistrzostw świata w 1999 i 2001. Startował w Pucharze Świata w 2000. Piąty na igrzyskach panamerykańskich w 1999. Brązowy medalista igrzysk Ameryki Południowej w 1998, igrzysk Ameryki Środkowej i Karaibów w 1998, a także mistrzostw panamerykańskich w 1997. Trzeci na mistrzostwach Ameryki Południowej w 1997 i 1999 roku.

## Letnie Igrzyska Olimpijskie 2000
| Konkurencja | Eliminacje              | Klas. końcowa |
| Konkurencja | Przeciwnik I            | Miejsce       |
| ----------- | ----------------------- | ------------- |
| 90 kg       | Carlos Santiago (PUR) P | 1 runda       |